# Sudan Południowy
Sudan Południowy (ang. South Sudan), Republika Sudanu Południowego (ang. Republic of South Sudan) – afrykańskie państwo ze stolicą w Dżubie, powstałe 9 lipca 2011 roku w wyniku odłączenia się od Sudanu, na mocy porozumienia rządu sudańskiego z Ludową Armią Wyzwolenia Sudanu, które zakończyło II wojnę domową w Sudanie – najdłuższą wojnę domową w Afryce.

## Historia
Okres w historii Sudanu Południowego przed przejęciem kontroli nad Sudanem przez Królestwo Egiptu (→ Sudan Anglo-Egipski) jest słabo znany. Informacje oparte są na legendach plemiennych. Według podań Niloci (Dinkowie, Nuerowie i Szyllukowie) osiedlili się na tym obszarze na przełomie IX i X wieku, a swoje obecne siedziby opanowali pomiędzy XV i XIX wiekiem. Najsilniejsze z państw plemiennych na tym terenie utworzyło nienilockie plemię Azande, które obecnie stanowi trzecią liczebnie grupę etniczną w Sudanie Południowym. Przeszkody geograficznie zatrzymały granicę ekspansji islamu na północnym Sudanie, co w okresie kolonialnym sprzyjało rozprzestrzenianiu się chrześcijaństwa.
W XIX wieku Sudan znalazł się pod władzą egipską, której zasięg rozszerzał się systematycznie na południe. Pierwszy etap ekspansji na Południu nastąpił w latach 70.
W 1947 roku brytyjskie władze kolonialne planowały połączenie terenów Sudanu Południowego z obecną Ugandą, ale plany te przekreśliła konferencja w Dżubie w czerwcu 1947 roku. Od uzyskania przez Sudan niepodległości w 1956 roku południowy region kraju dążył do niezależności. Od roku 1983 działała organizacja zbrojna SPLA dążąca do niepodległości regionu. W tym samym roku wybuchła też wojna domowa, jeden z najbardziej krwawych konfliktów na świecie, który pochłonął około 1,5 mln ofiar oraz zmusił do ucieczki kolejne 4 mln osób.
Ten długi okres zakończyło dopiero podpisanie 9 stycznia 2005 roku porozumienia z sudańskim rządem, nadające autonomię 10 prowincjom południowym. Prezydentem kraju został Salva Kiir Mayardit. W grudniu 2005 przyjęto konstytucję, a także zaplanowano przeprowadzenie referendum niepodległościowego. Podpisane porozumienie ustalało wspólny zarząd i podział zysków z wydobycia ropy naftowej ze złóż na granicy Południa i Północy.
9-15 stycznia 2011 roku odbyło się referendum w sprawie niepodległości. Według oficjalnych danych z 7 lutego 98,83% głosujących opowiedziało się za odłączeniem Sudanu Południowego od Sudanu, w następstwie którego 9 lipca 2011 roku o godzinie 0:00 czasu lokalnego (8 lipca 23:00 czasu polskiego) nowe państwo proklamowało niepodległość. 14 lipca 2011, jako 193. członek, został jednogłośnie przyjęty w skład Organizacji Narodów Zjednoczonych. 28 lipca 2011 roku został także przyjęty do Unii Afrykańskiej.
Jeszcze przed proklamacją niepodległości w Sudanie Południowym doszło do buntów wojskowych. Zbuntował się gen. George Athor, który założył Demokratyczny Ruch Sudanu Południowego (SSDM) oraz Peter Gadet, lider Armii Wyzwolenia Sudanu Południowego (SSLA), a także David Yau Yau. Oprócz tego terytoria Sudanu Południowego targane były konfliktami plemiennymi. Ponadto 21 maja 2011 wojska Sudanu zaanektowały sporny region Abyei, co doprowadziło do walk granicznych między Sudanem i Sudanem Południowym. W konflikt zaangażowały się krajowe bojówki, które walczyły po stronie wroga. Sudan Południowy wspierał Sudański Front Rewolucyjny.
Proklamacja niepodległości przez Sudan Południowy nie przyniosła rozwiązania konfliktu, walki na granicy trwały, a obie strony obwiniano o zbrodnie wojenne. Na przełomie 2011–2012 na terenach przygranicznych z powodu głodu trwał exodus cywilów. Ponadto w Piborze w dniach 31 grudnia 2011 – 2 stycznia 2012 doszło do masakry etnicznej w której zginęło 3 tys. osób. Po negocjacjach pokojowych przywódcy Sudanu i Sudanu Południowego 10 lutego 2012 podpisali pakt o nieagresji, jednak 26 marca 2012 oba państwa rozpoczęły konfrontację graniczną o sporne regiony naftowe. 11 kwietnia 2012 Sudan ogłosił stan wojny z Sudanem Południowym, który zakończył się mediacją Unii Afrykańskiej. Zgodnie z porozumieniem bilateralnym, oba kraje wycofały swoje siły z obszaru granicznego, gdzie utworzono zdemilitaryzowaną strefę buforową.
Konflikt wewnętrzny w Sudanie Południowym tlił się w siedmiu z dziesięciu stanów. 23 lipca 2013 prezydent Kiir pozbawił stanowiska wiceprezydenta swojego politycznego rywala Rieka Machara, który zarzucił prezydentowi skłonności dyktatorskie, niegospodarność, a także zawłaszczenie państwa przez Dinków. Machar ogłosił chęć wystartowania w wyborach prezydenckich w 2015, jednak w grudniu 2013 przeprowadził nieudany zamach stanu, który przerodził się w zacięty konflikt między plemieniem Dinka, z którego wywodził się prezydent, a Nuerami, których przedstawicielem był Machar.
Strony konfliktu wielokrotnie zawierały nietrwałe rozejmy. W lipcu 2015 roku Rada Bezpieczeństwa ONZ objęła sankcjami sześciu dowódców obu stron, rozważano także embargo na import broni. Dopiero latem 2015 roku udało się przy pomocy mediatorów międzynarodowych wypracować porozumienie, które Machar podpisał 17 sierpnia, a Kiir dopiero 26 sierpnia, pod naciskiem społeczności międzynarodowej. Rozejm zakładał przerwanie walk, utworzenie w ciągu 90 dni rządu jedności, powrót Machara na stanowisko wiceprezydenta i demilitaryzację stołecznej Dżuby. Rozejm zakłada także powstanie komisji, która miała zbadać naruszenia praw człowieka. Wskutek walk 2,3 mln osób straciło dach nad głową, zginęło co najmniej kilkadziesiąt tysięcy, a walczące oddziały dopuściły się wielu zbrodni na cywilach. Porozumienie nie zakończyło walk, które z czasem zaczęły rozszerzać się na większość terytorium kraju. W 2016/2017 r. w Sudanie Południowym za sprawą walk, które przyczyniły się do pogromów i wysiedleń, zapanowała klęska głodu.

## Geografia

Podział administracyjny

Mapa fizyczna

Sudan Południowy leży we wschodniej części Afryki, pomiędzy 3 a 13° szerokości geograficznej północnej oraz 24 a 36° długości geograficznej wschodniej. Graniczy z Sudanem od północy, Republiką Środkowoafrykańską od zachodu, Demokratyczną Republiką Konga, Ugandą i Kenią od południa oraz Etiopią od wschodu. Kraj pokrywają lasy tropikalne, tereny bagienne i sawanny. Nil przecina kraj z południa na północ, przepływając przez stolicę państwa, Dżubę (na terenie Sudanu Południowego od granicy z Ugandą nosi on nazwę Nil Górski, a od bagien Sudd nazwę Nil Biały).

### Granice
- Etiopia 883 km
- Kenia 232 km
- Uganda 435 km
- Demokratyczna Republika Konga 628 km
- Republika Środkowoafrykańska 682 km
- Sudan 1937 km

### Fauna i flora
Sudan Południowy jest drugim na świecie obszarem zamieszkiwanym przez migrujące gatunki fauny. Badania wykazały, że na terenach Parku Narodowego Boma przy granicy z Etiopią, jak również na bagniskach As-Sudud i trawiastych obszarach Południowego Parku Narodowego w pobliżu granicy z Kongo, zamieszkują: bawolec krowi, kob żółty, topi, bawół afrykański, słoń afrykański, żyrafa i lew. Tutejsze lasy zapewniają ochronę takim gatunkom jak bongo, świnia leśna, świnia rzeczna, słoń leśny, szympans i licznym małpom. Spisy prowadzone regularnie od roku 2005 przez WCS we współpracy z rządem Sudanu Południowego potwierdzają istnienie znaczącej, choć z wolna malejącej populacji gatunków fauny, przy czym odnotowują ze zdziwieniem, że liczące 1,3 miliona stada antylop na południowym wschodzie kraju pozostają nienaruszone.
Zamieszkiwane przez tak liczne zwierzęta tereny to stepy, wysokie płaskowyże o stromych stokach, lesiste i trawiaste sawanny, tereny zalewowe nad Nilem i bagna. Występują tu gatunki endemiczne, jak kob białouchy i kob nilowy, współżyjące ze słoniami, żyrafami, elandami, antylopami Derbiego, oryksami, lwami, likaonami, bawołami przylądkowymi i topi (zwanymi lokalnie tiangami). Niewiele dziś wiadomo o populacji kobów białouchych i tiangów, których migracje przed wojną domową należały do największych.
W roku 2006 prezydent Autonomicznego Regionu Sudanu Południowego Salva Kiir Mayardit ogłosił, że władze uczynią wszystko dla ochrony i rozpowszechniania wiedzy o florze i faunie regionu oraz że zrobią wszystko, co leży w zakresie ich możliwości, by zmniejszyć skutki pożarów, nielegalnego wywożenia odpadów i zanieczyszczania wód bieżących i gruntowych. Jak we wszystkich krajach rozwijających się, środowisku zagraża rozwój gospodarki i uprzemysłowienie.

## Demografia

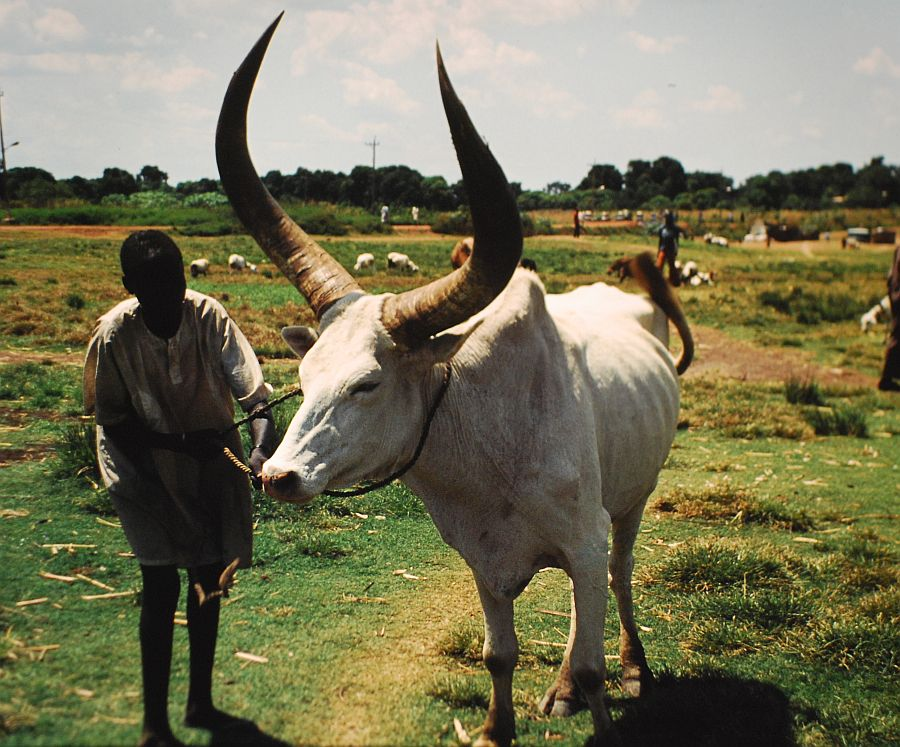
Rolnik Dinka z krową rasy Abigar, w pobliżu Wau

### Struktura etniczna
| Grupa etniczna      | Język                  | Liczebność w tys. | Procent ludności |
| ------------------- | ---------------------- | ----------------- | ---------------- |
| Dinka (7 grup)      | Język dinka            | 4 789             | 43,3%            |
| Nuerowie            | Język nuer             | 1 842             | 16,7%            |
| Azande              | Język pazande          | 668               | 6,04%            |
| Bari                | Język bari             | 475               | 4,29%            |
| Arabowie Sudańscy   | Język arabski          | 378               | 3,42%            |
| Szyllukowie         | Język szylluk          | 357               | 3,23%            |
| Toposa              | Język toposa           | 194               | 1,75%            |
| Lotuko              | Język otucho           | 193               | 1,74%            |
| Luwo                | Język luwo             | 160               | 1,45%            |
| Arabowie Mongallese | Język arabski kreolski | 71                | 0,64%            |
| Mundari             | Język mundari          | 66                | 0,6%             |
| Aczoli              | Język aczoli           | 54                | 0,49%            |
| Chińczycy           | Język chiński          | 1,7               | 0,015%           |

### Religia
Struktura religijna wg danych z 2010 roku:
- chrześcijanie – 60,5%:
  - katolicy – 39,7%
  - protestanci – 20,7% (głównie: anglikanie, kalwini i zielonoświątkowcy)
- animiści – 32,9%
- muzułmanie – 6,2%
- bez religii – 0,5%
- świadkowie Jehowy – 0,01%.

### Języki
Sudan Południowy jest zamieszkany przez ponad 200 grup etnicznych, większość języków używanych przez te plemiona jest znana jedynie kilku tysiącom użytkowników. Językiem urzędowym jest język angielski, a do 9 lipca 2011 roku był nim również arabski. W powszechnym użyciu jest potoczny język arabski, a wokół Dżuby jego miejscowa wersja będąca językiem pidżynowym. Wśród języków plemiennych najpopularniejszy jest język dinka, którego używają 2–3 miliony osób. Kolejne pod względem popularności są nuer i szyllucki. Wszystkie trzy należą do zachodnionilotyckich. Wśród wschodnionilotyckich najpowszechniej używane są bari i lotukijski. Większość dzieci poniżej 13. roku życia nie chodzi do szkoły, a 84% kobiet nie potrafi pisać.

## Polityka

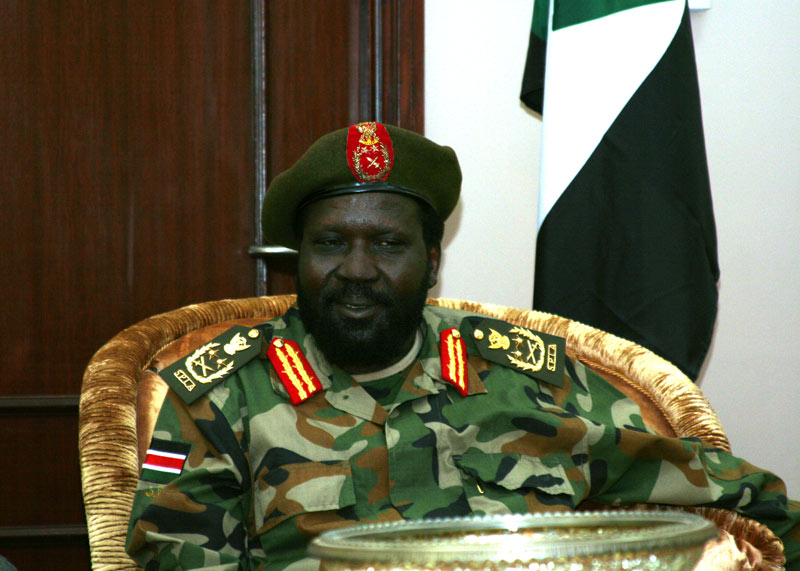
Prezydent Sudanu Południowego Salva Kiir Mayardit

Najwyższym aktem prawnym obowiązującym w Sudanie Południowym jest Tymczasowa Narodowa Konstytucja Sudanu i Tymczasowa Narodowa Konstytucja Sudanu Południowego z roku 2005. Na czele Sudanu Południowego stoi prezydent, który jest jednocześnie głową państwa, szefem rządu i naczelnym dowódcą Ludowej Armii Wyzwolenia Sudanu. John Garang był pierwszym dowódcą SPLA i prezydentem do momentu swojej śmierci 30 lipca 2005 roku, jego następcą został Salva Kiir Mayardit i pełni ten urząd do dziś. Po uzyskaniu niepodległości wiceprezydentami republiki byli kolejno Riek Machar, James Wani Igga, Riek Machar oraz Taban Deng Gai. Inicjatywa ustawodawcza znajduje się w rękach rządu i jednoizbowego parlamentu. Konstytucja gwarantuje niezależność sądownictwa, przewiduje także istnienie Sądu Najwyższego.

## Siły zbrojne
Sudan Południowy, z racji braku dostępu do morza, dysponuje dwoma rodzajami sił zbrojnych: wojskami lądowymi oraz siłami powietrznymi. Uzbrojenie sił lądowych Sudanu Południowego składało się w 2014 roku m.in. z: 110 czołgów, 250 opancerzonych pojazdów bojowych, 24 dział samobieżnych oraz 15 wieloprowadnicowych wyrzutni rakietowych. Siły powietrzne Sudanu Południowego z kolei posiadały w 2014 roku uzbrojenie w postaci m.in. 9 samolotów transportowych oraz 9 śmigłowców.
Wojska Sudanu Południowego w 2014 roku liczyły 210 tys. żołnierzy zawodowych (brak rezerwistów). Według rankingu Global Firepower (2014) siły zbrojne Sudanu Południowego stanowią 90. siłę militarną na świecie, z rocznym budżetem na cele obronne w wysokości 545 mln dolarów (USD).

## Sytuacja humanitarna
Sudan Południowy to jedno z państw o najgorszych wskaźnikach zdrowotnych społeczeństwa. Umieralność dzieci do lat 5 wynosi 112 na 1000, natomiast umieralność rodzących matek wynosi 2053,9 na 100 000 żywych urodzeń i jest najwyższa spośród wszystkich państw.
Zachorowalność na AIDS jest słabo udokumentowana, lecz ocenia się, że wynosi ona około 3,1% populacji kraju.
Poważnym zagrożeniem jest także problem głodu związany z wybuchającymi konfliktami wojskowymi. W 1998 roku w zachodniej części kraju miała miejsce klęska głodu, gdzie zmarło z tego powodu 70 tys. osób. Prawie połowa społeczeństwa nie ma dostępu do wody pitnej.
W lutym 2017 roku ONZ ogłosiło na części terytorium najwyższy, piąty stopień zagrożenia głodem.

## Gospodarka

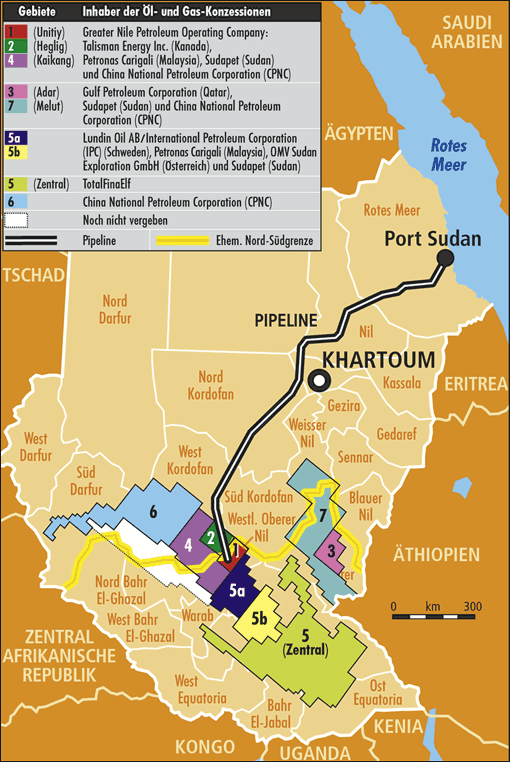
Koncesje na wydobycie ropy w Sudanie (2004)

Główne surowce naturalne kraju to: ropa naftowa, ruda żelaza, rudy miedzi, rudy chromu, rudy cynku, wolfram, srebro i złoto.

### Ropa naftowa
Gospodarka Sudanu Południowego zależna jest od produkcji ropy naftowej. Kraj produkuje prawie 500 tys. baryłek dziennie, a z eksportu ropy naftowej pochodzi aż 98 proc. jego PKB. Większość ropy trafia na rynek chiński.
Obecnie są plany wybudowania rafinerii na terenie państwa, co miałoby umożliwić rozwój gospodarczy i pozwoliło uniezależnić się od przemysłu Sudanu Północnego.
Od momentu uzyskania niepodległości toczą się nieustanne spory z Sudanem, przez który rurociągami ropa naftowa jest transportowana do portu w Port Sudanie. Rządy obu krajów nie mogą porozumieć się w sprawie kosztów tranzytu, do tego stopnia że 29 stycznia 2012 rząd w Dżubie postanowił zatrzymać wydobycie ropy.
W tym samym czasie uzgodniono porozumienie z rządem Kenii w sprawie budowy rurociągu do portu Lamu. Według założeń ropociąg ma zostać zbudowany w ciągu 11 miesięcy.

### Rolnictwo
Gospodarka Sudanu Południowego jest silnie uzależniona od rolnictwa. Produkuje się tu m.in. bawełnę, orzeszki ziemne, sorgo, trzcinę cukrową, banany i papaje. Sudan Południowy eksportuje także drewno na rynki międzynarodowe. Znajdują się tu plantacje drzew tekowych.

## Transport

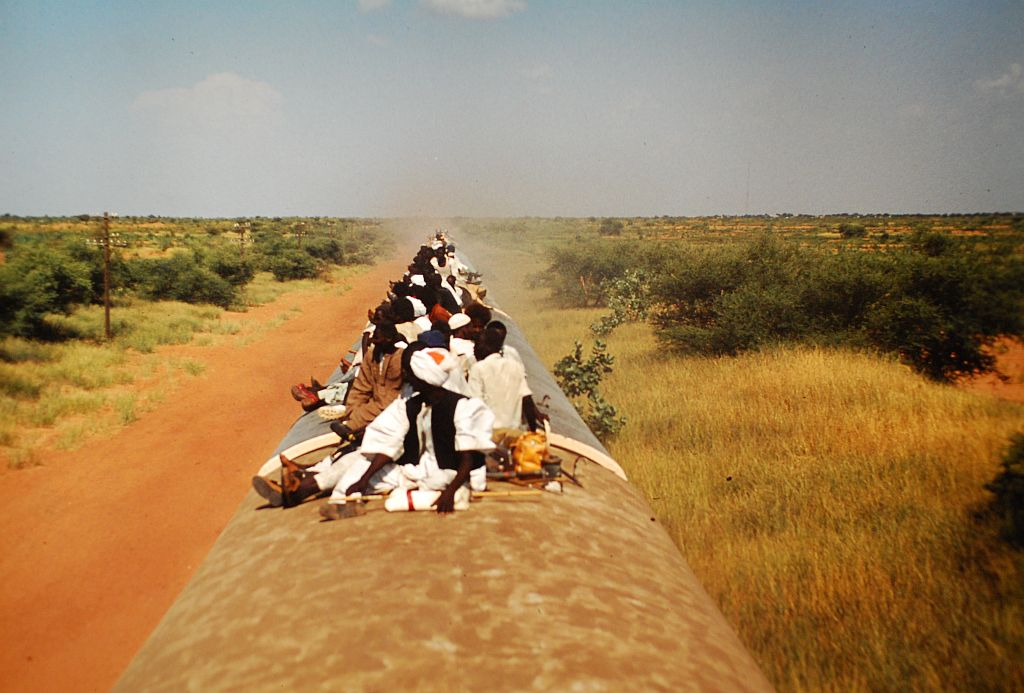
Linia kolejowa Babanusa-Wau została wybudowana w 1962 roku, a w 2010 roku odbudowana po wojnie dzięki wsparciu ONZ i Banku Światowego.

### Transport drogowy
Na terenie kraju znajduje się mniej niż 100 km dróg asfaltowych. Obecnie jest w budowie odcinek drogi o długości 192 km między Dżubą a Nimule, czyli biegnącej od stolicy Sudanu Południowego do granicy z Ugandą. Budowa finansowana jest przez United States Agency for International Development (USAID).

### Transport kolejowy
W Sudanie Południowym istnieje 248-kilometrowy odcinek wąskotorowych linii kolejowych. Szlak prowadzi od leżącego w północnym Sudanie miasta Babanosa poprzez miasto Uwajl aż do stacji końcowej w Wau. Stolica kraju nie posiada połączeń kolejowych. Istnieją propozycje połączenia Dżuby z kolejami w Kenii i Ugandzie oraz z miastem Wau.

### Transport lotniczy
Głównym lotniskiem Sudanu Południowego jest Dżuba. Lotnisko to ma regularne połączenia pasażerskie z Nairobi (Kenia), Entebbe (Uganda), Addis Abebą (Etiopia), Kairem (Egipt) oraz Chartumem (Sudan). Na lotnisku siedzibę mają miejscowe linie lotnicze. Oprócz Dżuby w Sudanie Południowym regularne połączenia pasażerskie są prowadzone z Malakal, Wau oraz Rumbek. Oprócz tego na terenie kraju istnieje wiele nieutwardzonych lotnisk, z których największymi są Nimule i Akobo.